# 艾拉·莱文
艾拉·莱文（英語：Ira Levin，1929年8月27日 – 2007年11月12日）美国作家、剧作家、词作家。

## 职业生涯
艾拉·莱文曾在美国历史最悠久的法律学校之一，地处艾奥瓦州首府得梅因市的德雷克大学学习过。从纽约顶尖私立高中贺拉斯·曼学校毕业后，他进入纽约大学专修哲学和英语。
大学毕业后，艾拉·莱文为广播电视台创作过教学影片及剧本。其中的第一部便是他1951年为美国当时家喻户晓的悬疑电视剧《熄灯时间》（Lights Out）创作的剧本《丽达的画像》（Leda’s Portrait）。
艾拉·莱文制作的第一部戏是喜剧《荒唐大兵》（No Time for Sergeants），改编自美国小说家迈克·海曼（Mac Hyman）的同名畅销小说，讲述了一个应征进入美国空军的乡村男孩的故事。该剧男主角安迪·格里菲斯（Andy Griffith）自此扬名，成为日后美国著名的演艺大腕，1958年他又与美国金牌男配尼克·亚当斯（Nick Adams）联袂出演了该剧的电影版。1964年，《荒唐大兵》又被制作成喜剧电视剧，由美国演员萨米·杰克森（Sammy Jackson）领衔主演。《荒唐大兵》被认为是此后备受赞誉的情景喜剧《傻子派爾》（Gomer Pyle, U.S.M.C）的前身之作。
艾拉·莱文的第一部小说《死前一吻》（A Kiss Before Dying）广受好评，获得了1954年爱伦坡奖最佳新作奖。《死前一吻》曾分别于1956年及1991年两度被拍摄成电影。
艾拉·莱文最广为人知的戏剧作品莫过于《死亡陷阱》（Deathtrap），它是百老汇历史上上演时间最长的惊悚戏剧，也为他赢得了他的第二座爱伦坡奖杯。1982年，《死亡陷阱》被拍摄成电影，由因在电影《超人》中扮演超人一角而闻名的美国演员克里斯托弗·里夫（Christopher Reeve）和英国国宝级演员迈克尔·凯恩（Michael Caine）主演。
艾拉·莱文最著名的小说作品是《失嬰記》（Rosemary's Baby），讲述了一个发生在纽约曼哈顿上西区有关现代社会的恶魔崇拜和神秘主义的恐怖故事。1968年它被拍摄成电影，由美国女演员米娅·法罗（Mia Farrow）和美国独立电影先驱、演员约翰·卡萨维茨（John Cassavetes）主演。美国女演员露丝·格登（Ruth Gordon）因其在该片中的精彩表演获得了奥斯卡最佳女配角奖。编剧、导演罗曼·波兰斯基（Roman Polanski）获最佳改编剧本奖提名。
艾拉·莱文所著小说中被拍摄成电影的还有《巴西来的孩子》（The Boys from Brazil）（1978），《超完美嬌妻》（The Stepford Wives）（1975/2004）和《偷窥》（Sliver）（1993）。
艾拉·莱文于上世纪90年代间又创作出两部畅销小说。第一部是1991年问世的《偷窥》，后被拍摄成电影，由电影《爱国者游戏》（Patriot Games）的导演——澳大利亚导演菲利普·诺伊斯（Philip Noyce）执导，美国女星莎朗·斯通（Sharon Stone）和美国动作演员汤姆·贝伦杰（Tom Berenger）主演。另一部是1997年出版的《失嬰記》的续集——《失子記》（Son of Rosemary）。
美国科幻悬疑作家斯蒂芬·金（Stephen King）曾形容艾拉·莱文是「悬疑小说界的瑞士钟表匠，他的存在令我们其余人看起来都像是杂货铺里的廉价修表工」。《搏击俱乐部》的作者，美国小说家恰克·帕拉尼克（Chuck Palahniuk）在他的作品集《比虚构更离奇：真实的故事》（Stranger Than Fiction: True Stories）中将艾拉·莱文的作品称作是“那些在不同文化中都常常可见的民间传说的精妙升华版。”